# Hôtel de l'Échevinage (Saint-Jean-d'Angély)
L'hôtel de l'Échevinage, bâti entre le XIIIe siècle et le XVIIe siècle, est situé rue de l'Échevinage à Saint-Jean-d'Angély, en France. L'immeuble a été inscrit au titre des monuments historiques en 1925.

## Historique
L'échevinage est construit en 1275-1277. Il  s'écroule en 1765, subsistant cependant la Tour de l'Horloge.
Le bâtiment est inscrit au titre des monuments historiques par arrêté du 23 février 1925.

## Architecture

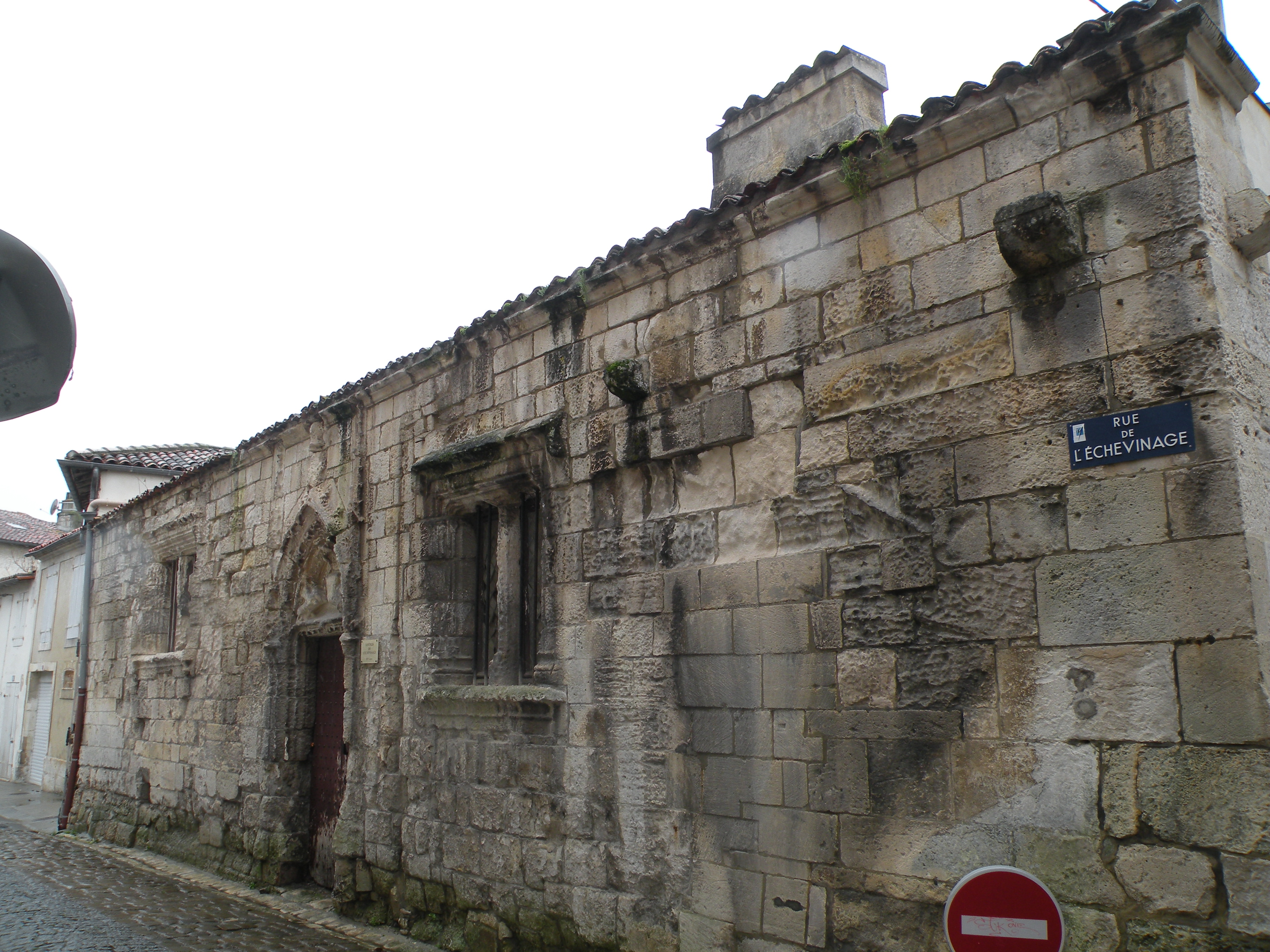
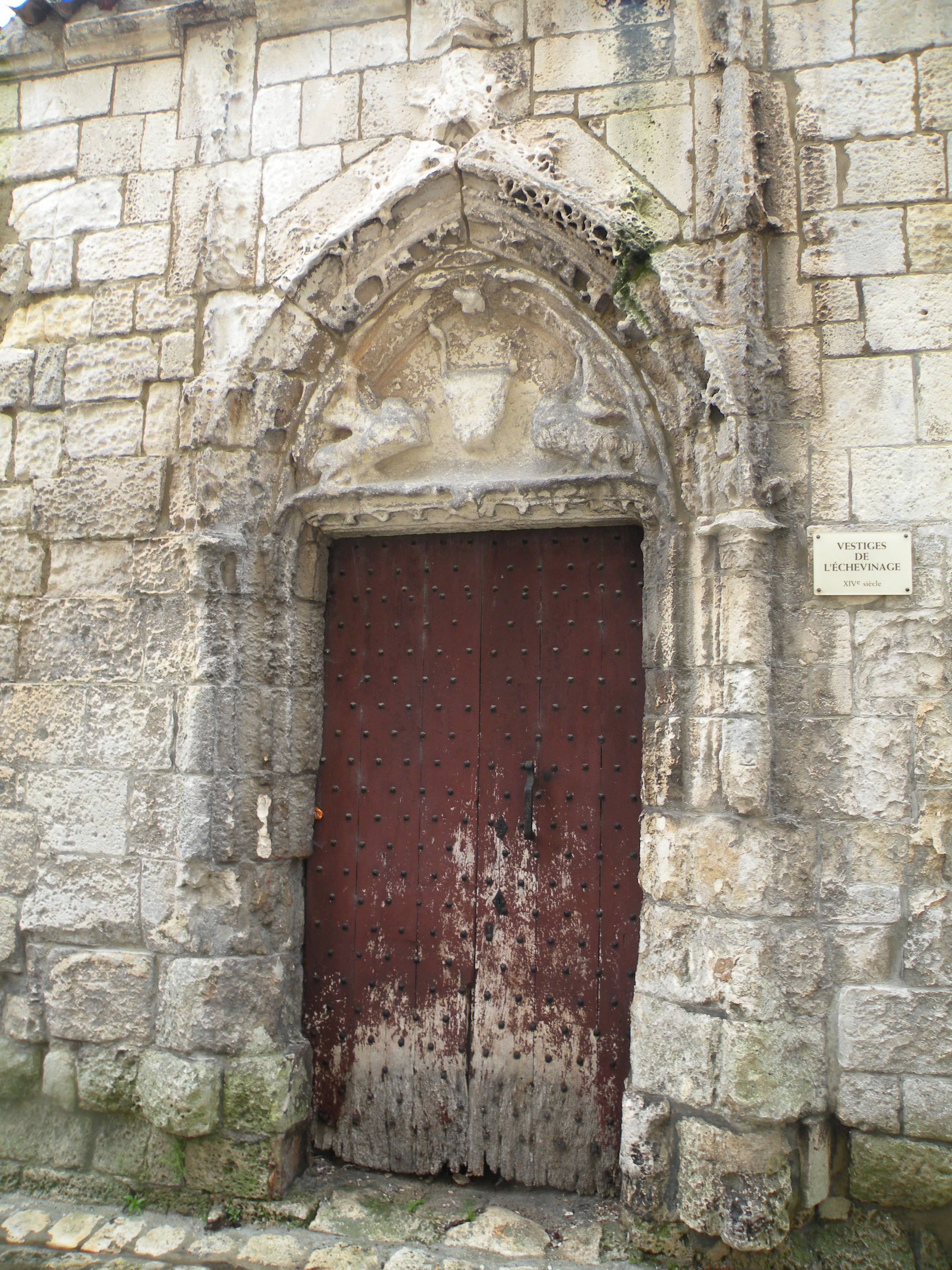
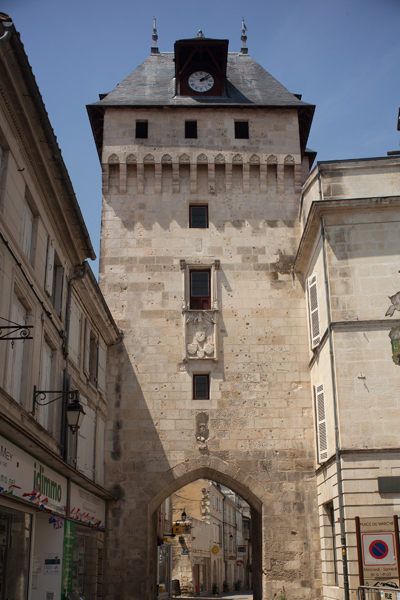